# Tetranychus tumidus
Tetranychus tumidus är en spindeldjursart som beskrevs av Nathan Banks 1900. Tetranychus tumidus ingår i släktet Tetranychus och familjen Tetranychidae. Inga underarter finns listade i Catalogue of Life.